# Relations entre le Mali et l'Union européenne
Les relations entre le Mali et l’Union européenne remontent à 1958 et l’ouverture de la première délégation de l’Union au Mali. 
À la suite de la crise politique de 2012 au Mali, l'UE a soutenu l'intégrité territoriale du Mali et le retour à la paix et au dialogue. Elle a lancé deux missions au Mali, la Mission de formation de l'Union européenne au Mali (EUTM Mali, 2013-2024) et la Mission de soutien aux capacités de sécurité intérieure maliennes (EUCAP Sahel Mali, 2015-2025).

## Sources